# Austrodromidia
Austrodromidia is een geslacht van kreeftachtigen uit de klasse van de Malacostraca (hogere kreeftachtigen).

## Soorten
- Austrodromidia aegagropila (Fabricius, 1787)
- Austrodromidia australis (Rathbun, 1923)
- Austrodromidia incisa (Henrson, 1888)
- Austrodromidia insignis (Rathbun, 1923)
- Austrodromidia octodentata (Haswell, 1882)